# Boris Ivanowski
Boris Ippolitovitch Ivanowski (en russe : Борис Ипполитович Ивановский), né le 12 janvier 1893 à Achgabat (Turkménistan, Empire russe), est un officier de la Garde Impériale russe en exil après la révolution russe de 1917 et connu dans les années 1920-1930 comme pilote automobile.

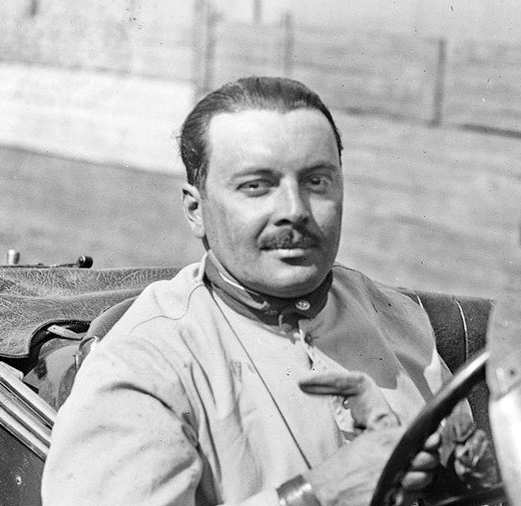
Boris Ivanowski en 1928 (après sa victoire à la Coupe Georges Boillot, sur Alfa Romeo).

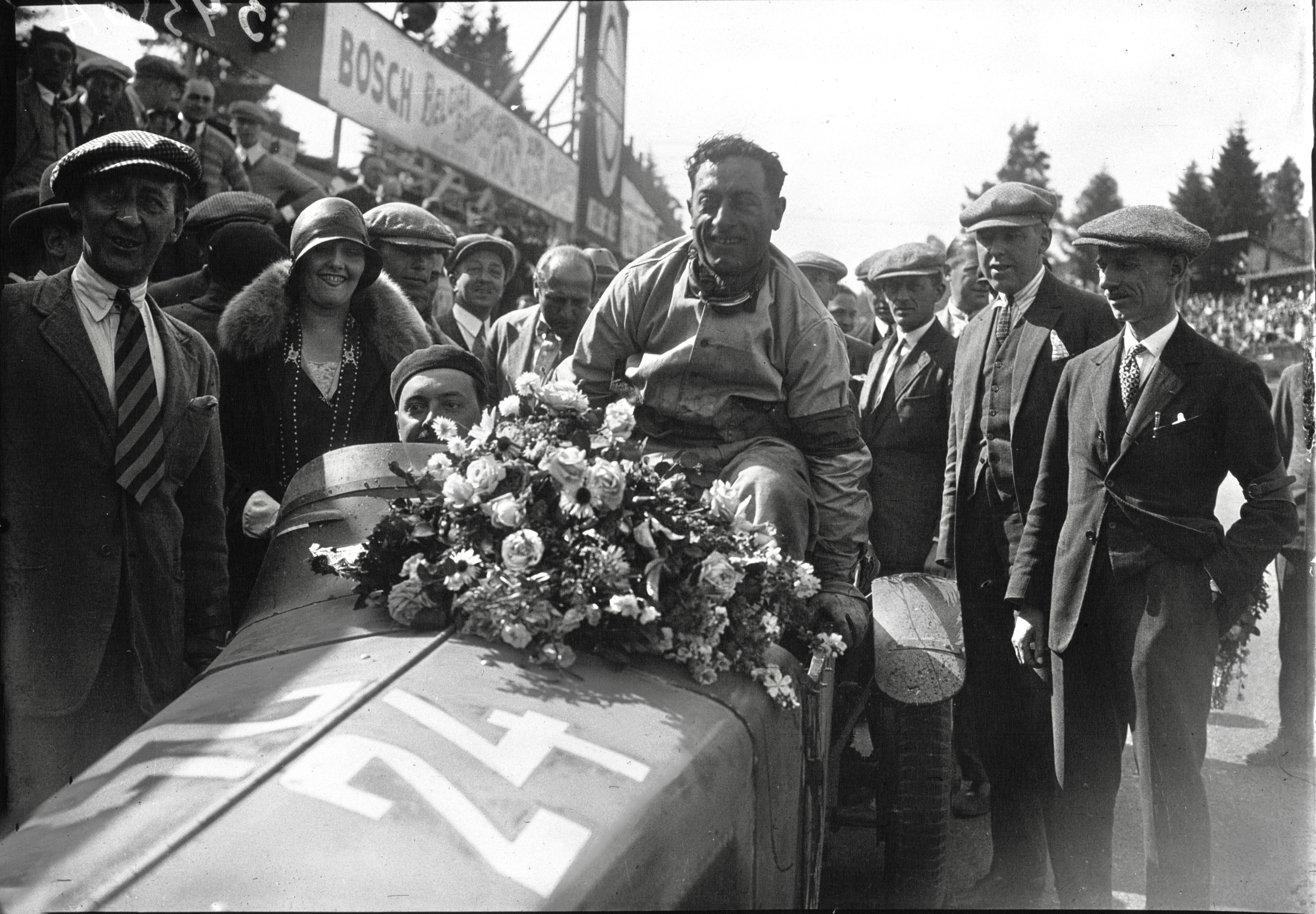
Ivanowski (au volant) et Attilio Marinoni, victorieux des 24 Heures de Spa en 1928.

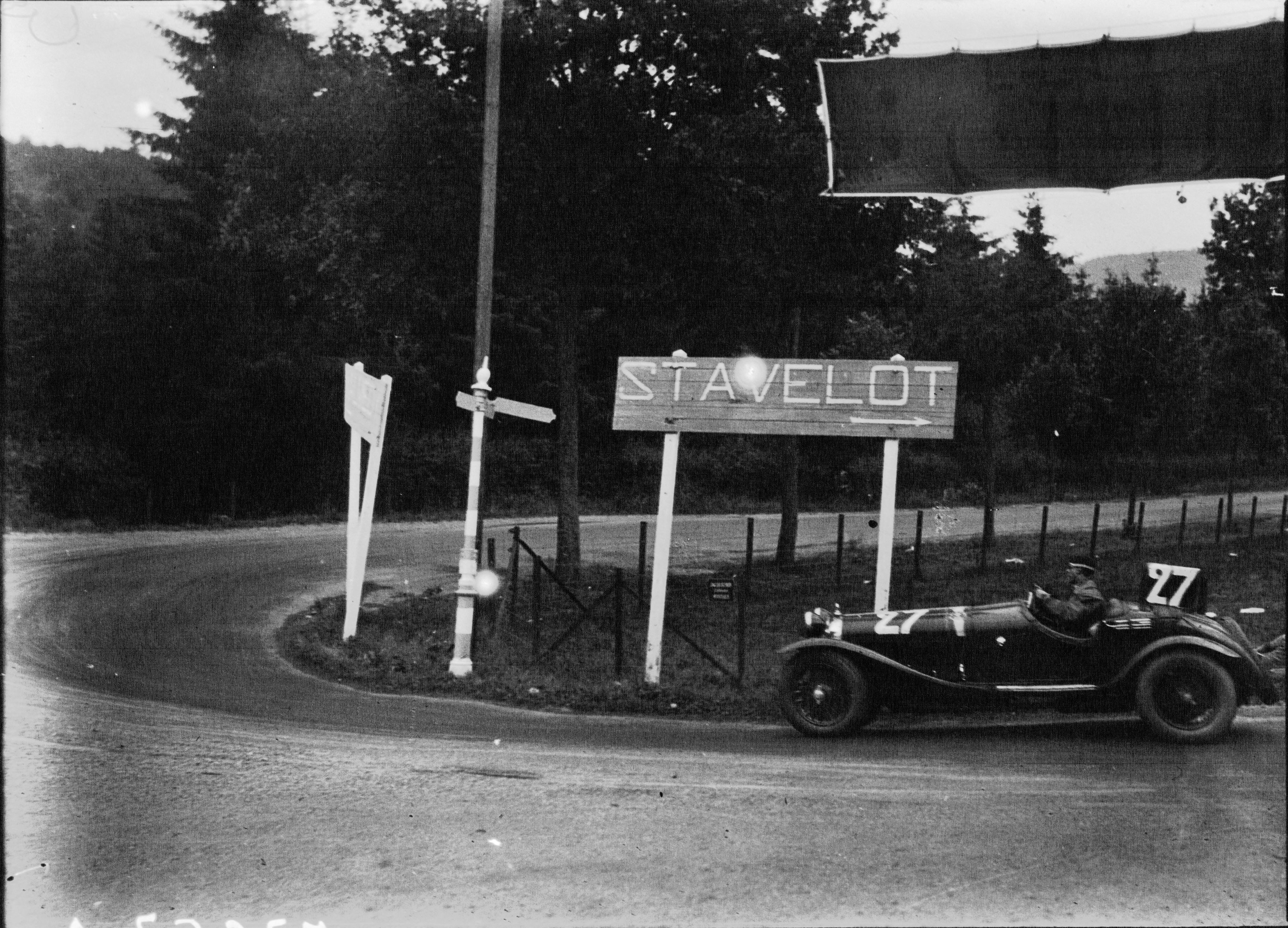
Ivanowski en 1930 pour les 24 Heures de Spa, sur Alfa Romeo 6C 1750.

## Biographie
Les débuts en course de Boris Ippolitovitch Ivanowski ont lieu en 1924 à Spa. Cette année-là il termine deuxième du Bol d'or automobile sur E.H.P., une compétition pour voiturettes. L'année suivante, il remporte la première édition du Grand Prix de Picardie à Péronne, alors encore réservé à cette catégorie de véhicules, sur B.N.C. S.C.A.P. cette fois, et il finit aussi deuxième du Grand Prix du M.C. Marseille pour cyclecars, à Miramas, avec la même voiture.
Pilotant une nouvelle voiture (Alfa Romeo), il gagne les 24 Heures de Spa en 1928 avec l'italien Attilio Marinoni. La même année, il est le dernier vainqueur de la Coupe Georges Boillot, toujours sur Alfa Romeo 6C 1500 SS, ainsi que huit jours plus tard au Circuit des Routes Pavées à Pont-à-Marcq.
En 1929, il part à Brooklands disputer quelques courses entre mai et juin. Toujours sur des Alfa Romeo 6C (1,5  ou   1,75 l), il finit coup sur coup deux fois quatrième, lors des 2x12 Heures, puis des 6 Heures du circuit. De retour sur le continent il est deuxième des 24 Heures de Spa (ainsi que l'année suivante, pour une épreuve qu'il dispute au total cinq fois, dont quatre consécutivement), puis il remporte le Grand Prix d'Irlande (ainsi que les Saorstát et Éireann Cup qui lui sont associées selon les catégories).
Il prend part aux 24 Heures du Mans 1931 avec Henri Stoffel sous nationalité française, finissant second du général avec une Mercedes-Benz SSK et obtenant le meilleur temps en course. Les deux hommes terminent septièmes du premier championnat d'Europe des pilotes la même année, et Ivanowski cesse alors la compétition. En 1932 enfin, il fut encore troisième du rallye Monte-Carlo sur Ford avec Mary.
Après 1932 il n’y a aucune information sur Boris Ivanowski.

### Vente d’une de ses anciennes voitures
En février 2015, l’Alfa Romeo 6C 1750 Supercharged Grand Sport à deux places restaurée, utilisée en compétition par Ivanowski, est vendue aux enchères de Bonhams à Paris pour 1,18 million d’euros (1,36 million de dollars).

## Résultats complets au championnat d'Europe des pilotes
| Année | Écurie | Châssis           | Moteur                                   | 1     | 2        | 3     | Classement | Points inscrits |
| ----- | ------ | ----------------- | ---------------------------------------- | ----- | -------- | ----- | ---------- | --------------- |
| 1931  | Privé  | Mercedes-Benz SSK | Mercedes-Benz M06 II 7,1L compresseur l6 | ITA 5 | FRA Abd. | BEL 5 | 7 ex-æquo  | 15              |

## Résultat aux 24 Heures du Mans
| Année | Équipe          | no | Voiture           | Moteur                                   | Équipier      | Grille | Tours     | Distance                        | Résultat |
| ----- | --------------- | -- | ----------------- | ---------------------------------------- | ------------- | ------ | --------- | ------------------------------- | -------- |
| 1931  | Boris Ivanowski | 1  | Mercedes-Benz SSK | Mercedes-Benz M06 II 7,1L compresseur l6 | Henri Stoffel | 26e    | 177 tours | 2 905,000 km (moy. 121,04 km/h) | 2e       |